# 黃運恒
黃運恆（1587年—？），號寰扃，陝西西安府咸寧縣人，明朝政治人物。

## 生平
萬曆三十七年（1609年）己酉科陝西鄉試第二十八名舉人，四十四年（1616年）丙辰科三甲第一百六十五名進士。兵部觀政，授河南府推官，四十六年（1618年）任河南鄉試同考官，崇禎二年（1629年）升工部屯田司主事，三年（1630年）謫山東布政使司理問，四年（1631年）升大理寺右評事，同年升兵部武選司主事，七年（1634年）升兵部車駕司員外郎，八年（1635年）出為平陽府知府。

## 家族
曾祖黃鏜，府通判；祖父黃扆，彰德府知府；父黃道彰；叔父黃道亨，大同府知府。